# Манс (Мёрт и Мозель)
Манс (фр. Mance) — коммуна во французском департаменте Мёрт и Мозель, региона Лотарингия. Относится к  кантону Брие.

## География
Манс расположен в 26 км к северо-западу от Меца. Соседние коммуны: Брие и Лантефонтен на юге, Любе на юго-западе,  Ану и Мансьель на северо-западе.

## Демография
Население коммуны на 2010 год составляло 608 человек.
| 1962 | 1968 | 1975 | 1982 | 1990 | 1999 | 2010 |
| ---- | ---- | ---- | ---- | ---- | ---- | ---- |
| 417  | 431  | 401  | 625  | 624  | 583  | 608  |